# Миронова, Ирина Сергеевна
Ирина Сергеевна Миронова (род. 17 октября 1990) — российская самбистка, призёр Кубка России, призёр чемпионатов России и Европы, мастер спорта России международного класса (2014). Воспитанница клуба «Самбо-70».

## Биография
В 2010 году стала призёром чемпионата Европы среди юниоров. В 2012 году завоевала «серебро» на Кубке России. В 2014 году стала серебряным призёром чемпионата Москвы и бронзовым призёром чемпионата страны. В том же году Мироновой было присвоено звание мастера спорта международного класса. На следующий год заняла второе место на чемпионате страны, что дало ей право представлять Россию на чемпионате Европы в Загребе, где Миронова стала бронзовым призёром.

## Спортивные достижения
- Первенство Европы по самбо среди юниоров 2010 года — [3];
- Кубок России по самбо 2012 года — [4];
- Чемпионат Москвы по самбо 2014 года — [5];
- Чемпионат России по самбо среди женщин 2014 года — ;
- Чемпионат России по самбо 2015 года — ;